# Heinrich Gretler

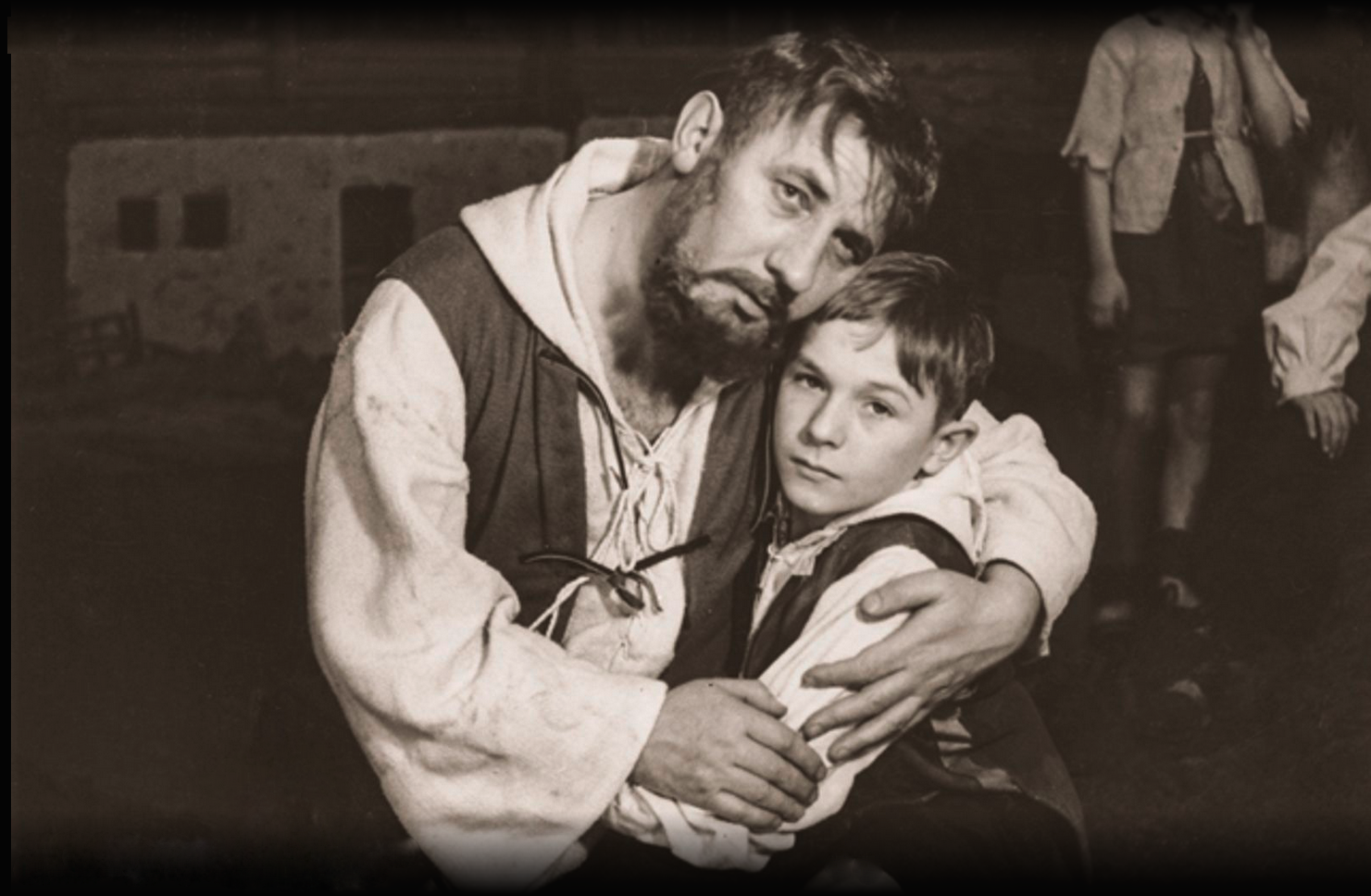
Heinrich Gretler als Wilhelm Tell mit Sohn am Stadttheater Bern, Foto: Fred Erismann, 1935

Heinrich Gretler (* 1. Oktober 1897 in Zürich-Hottingen; † 30. September 1977 ebenda) war ein Schweizer Schauspieler. Gretler zählt zu den prominentesten und beliebtesten Schweizer Film- und Theaterschauspielern des 20. Jahrhunderts. Insgesamt wirkte er in über 120 Filmen mit. In mehreren Schweizer Filmproduktionen, die im Sinne der Geistigen Landesverteidigung während des Zweiten Weltkriegs entstanden, verkörperte er wichtige Rollen; zu seinen bekanntesten zählt diejenige des Wachtmeister Studers im gleichnamigen Film.

## Leben
Gretler war das dritte Kind des Chemielaboranten Heinrich Gretler und seiner Frau Verona. Er besuchte 1902 bis 1912 die Primar- und Sekundarschule in Zürich. 1912 bis 1915 erhielt er eine Ausbildung am Lehrerseminar Küsnacht. 1916 bis 1918 war er zunächst Landschullehrer, dann Privatlehrer.
Gretler, der durch Auftritte im Laientheater erste schauspielerische Erfahrungen gemacht hatte, nahm Schauspielunterricht bei Josef Dannegger und Gesangsunterricht, u. a. bei Melitta Hirzel und Alfred Jerger. Er begann seine Karriere 1918 als Tenorbuffo am Stadttheater Zürich, wo er bis 1926 wirkte. Im Herbst 1919 erhielt er ein Engagement an der Zürcher Pfauenbühne.

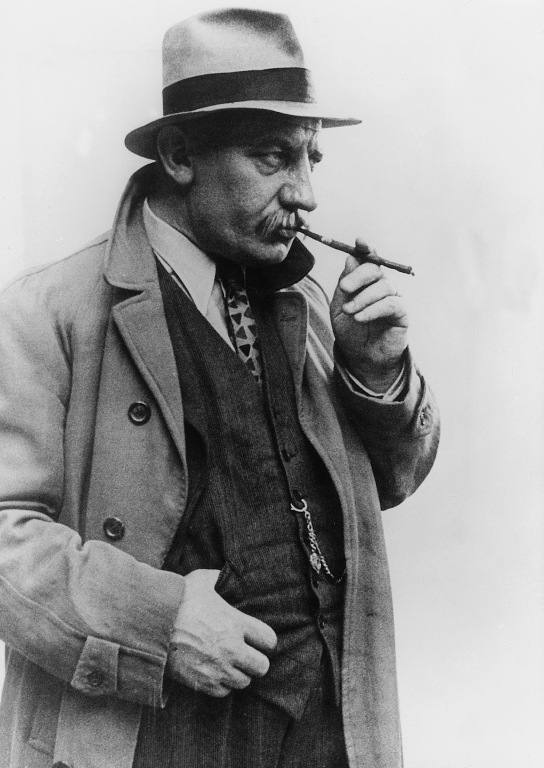
Heinrich Gretler als Wachtmeister Studer im gleichnamigen Film, Foto: Emil Berna, Praesens-Film, 1939

Nach seinem ersten Filmauftritt als Landenberg in Die Entstehung der Eidgenossenschaft, einem Film über Wilhelm Tell, ging er 1926 nach Berlin. Er trat dort in der Folge zuerst in verschiedenen kleinen Rollen auf und spielte anfangs unter anderem am Lustspielhaus am Halleschen Ufer, dann von 1928 bis 1930 an der Volksbühne und schliesslich am Theater am Schiffbauerdamm. Im Frühjahr 1933 unternahm er mit dem Stück Das kleine Mahagonny von Bertolt Brecht eine Tournee nach Paris und London. Auf dieser Tournee sang und spielte er auch die Bass-Partie der Mutter in der Uraufführung des Balletts Die sieben Todsünden von Brecht/Weill, sowohl in der Pariser Uraufführung  wie auch einige Wochen später in London.
Nach der Machtergreifung durch die Nationalsozialisten in Deutschland kehrte er nach Zürich zurück und spielte noch 1933 am Cabaret Cornichon, dem er von 1935 bis 1940 als Ensemblemitglied angehörte. Von 1933 bis 1935 und erneut von 1938 bis 1945 arbeitete er wieder am Schauspielhaus Zürich, dazwischen gastierte er als freier Schauspieler an zahlreichen Schweizer Bühnen.

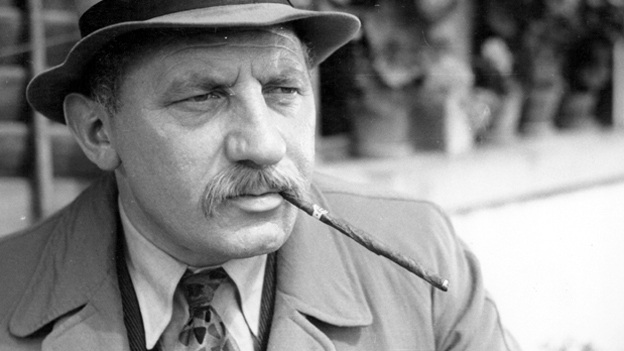
Heinrich Gretler als Wachtmeister Studer im gleichnamigen Film, Foto: Emil Berna, Praesens-Film, 1939

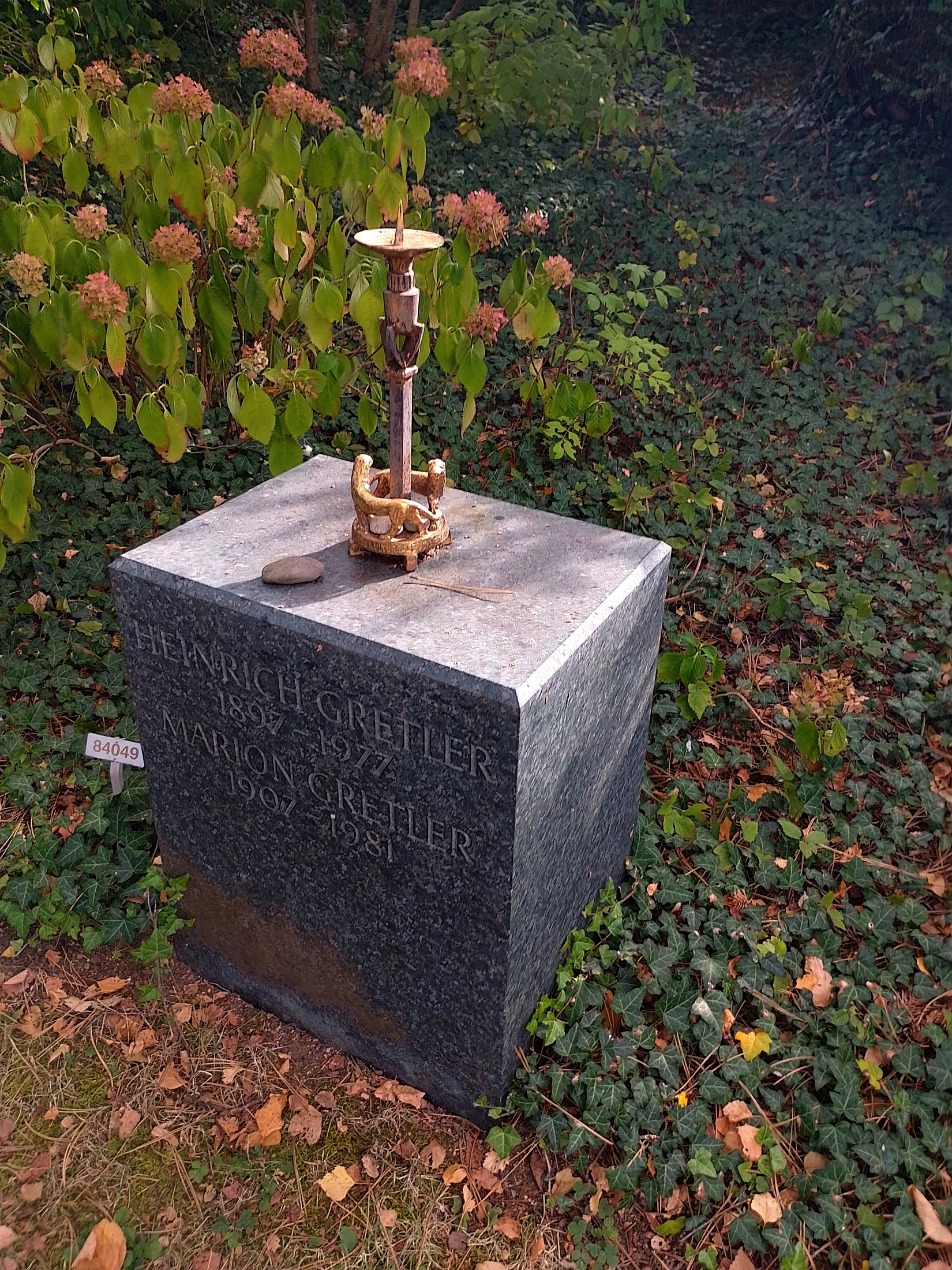
Das Grab von Heinrich und Marion Gretler auf dem Friedhof Enzenbühl, Zürich

Gretler erwarb sich zu dieser Zeit den Ruf eines «schweizerischen Jannings», er übernahm die Titelrollen von Wilhelm Tell, Nathan der Weise, Götz von Berlichingen mit der eisernen Hand, Der Hauptmann von Köpenick, er spielte den Falstaff, Fuhrmann Henschel (nach Gerhart Hauptmann) und die Rolle des Dorfrichters Adam in Der zerbrochne Krug.
Während des Zweiten Weltkrieges wirkte er auch in mehreren Schweizer Spielfilmen mit, die im Sinne der Geistigen Landesverteidigung entstanden, zum Beispiel in Füsilier Wipf und Landammann Stauffacher.
Eine seiner auch heute noch bekanntesten Rollen ist die Verkörperung der Titelfigur des Wachtmeisters Studer in zwei Romanverfilmungen nach Friedrich Glauser: Wachtmeister Studer und Matto regiert.
Er verstärkte nach Kriegsende seine Filmtätigkeiten und trat nur noch selten auf der Bühne auf. Vor allem in zahlreichen deutschen Heimatfilmen der 50er Jahre war Gretler regelmässig – allerdings oft in Nebenrollen – zu sehen. Einem breiteren Publikum wurde er durch seine Darstellung des Alpöhi in Heidi (1952) und Heidi und Peter (1955) sowie als Vater Kohlhiesel in der Komödie Kohlhiesels Töchter (1962) bekannt. 1963 kehrte er in die Schweiz zurück und arbeitete vorwiegend als Fernsehschauspieler. Seine letzte Rolle war 1977 die von Papst Albert IV. in Der Tag, an dem der Papst gekidnappt wurde von João Bethencourt.
Insgesamt wirkte Heinrich Gretler in über 120 Filmen mit. Seit 1943 mit der in Prag als Marion Anna Maria Wenzel (1907–1981) geborenen Schauspielerin, die als Marion Wünsche in Theater und Film agierte, verheiratet, starb er einen Tag vor dem 80. Geburtstag. Die Grabstätte von Heinrich und seiner Frau Marion Gretler befindet sich auf dem Friedhof Zürich Enzenbühl (FG 84049).
Anfang der achtziger Jahre wurde bekannt, dass das Ehepaar Gretler sein gesamtes Erbe von 400'000 Fr. der bewegten Zürcher Jugend vermacht hatte.

## Filmografie (Auswahl)
- 1924: Die Entstehung der Eidgenossenschaft
- 1927: Der geheimnisvolle Spiegel
- 1928: Der Kampf ums Matterhorn
- 1928: Der Mann mit dem Laubfrosch
- 1929: Menschen am Sonntag
- 1930: Die letzte Kompagnie
- 1930: Das Flötenkonzert von Sans-souci
- 1931: Voruntersuchung
- 1931: M
- 1931: Berlin Alexanderplatz
- 1932: Fünf von der Jazzband
- 1932: Die Gräfin von Monte Christo
- 1932: Der Orlow
- 1933: Ich und die Kaiserin
- 1933: Das Testament des Dr. Mabuse
- 1933: Wie d’Warret würkt
- 1935: Jä-soo!
- 1938: Füsilier Wipf
- 1939: Farinet – Die sanfte und die wilde Freiheit (Farinet ou l'or dans la montagne)
- 1939: Kriminalkommissar Studer (Wachtmeister Studer)
- 1940: Die missbrauchten Liebesbriefe
- 1941: Gilberte de Courgenay
- 1941: Landammann Stauffacher
- 1942: Gottesmühlen (Steibruch)
- 1944: Marie-Louise
- 1947: § 51 – Seelenarzt Dr. Laduner (Matto regiert)
- 1949: Weißes Gold
- 1949: Swiss Tour
- 1950: Der Seelenbräu
- 1950: Föhn
- 1950: Vom Teufel gejagt
- 1951: Der fidele Bauer
- 1951: Der letzte Schuß
- 1952: Gefangene Seele
- 1952: Nachts auf den Straßen
- 1952: Herz der Welt
- 1952: Des Teufels Erbe (The Devil Makes Three)
- 1952: Heidi
- 1952: Der Weibertausch
- 1952: Die große Versuchung
- 1953: Das Dorf unterm Himmel
- 1953: Zwiespalt des Herzens (Die Venus vom Tivoli)
- 1953: Junges Herz voll Liebe
- 1953: Mit siebzehn beginnt das Leben
- 1953: Dein Herz ist meine Heimat
- 1954: Die Sonne von St. Moritz
- 1954: Rosen-Resli
- 1954: Uli der Knecht
- 1954: S’Vreneli vom Eggisberg
- 1955: Heidi und Peter
- 1955: Oberarzt Dr. Solm
- 1955: Ein Mann vergißt die Liebe
- 1955: Der Pfarrer von Kirchfeld
- 1955: Der Fischer vom Heiligensee
- 1955: Rosenmontag
- 1955: Sohn ohne Heimat
- 1955: Die Försterbuben
- 1956: Das Erbe vom Pruggerhof
- 1956: Der Glockengießer von Tirol
- 1956: Kleines Zelt und große Liebe
- 1956: Der Schandfleck
- 1956: Das Lied der Heimat (Zwischen uns die Berge)
- 1957: Robinson soll nicht sterben
- 1957: Jungfrauenkrieg
- 1957: Der König der Bernina
- 1957: Die Angst vor der Gewalt (Der 10. Mai)
- 1957: Die Heilige und ihr Narr
- 1957: Der Pfarrer von St. Michael
- 1958: Es geschah am hellichten Tag
- 1958: … und nichts als die Wahrheit
- 1958: Der schwarze Blitz
- 1958: Ein wunderbarer Sommer (Kinder der Berge)
- 1958: Die Käserei in der Vehfreude
- 1959: Die ideale Frau
- 1959: Ich und die Kuh (La vache et le prisonnier)
- 1959: Hast noch der Söhne ja…?
- 1959: Alt Heidelberg
- 1960: Himmel, Amor und Zwirn
- 1960: Scheidungsgrund: Liebe
- 1960: Anne Bäbi Jowäger
- 1960: Immer will ich dir gehören
- 1960: Sabine und die 100 Männer
- 1961: Die Gejagten
- 1961: Via Mala
- 1961: Der Herr mit den Millionen (Le Cave se rebiffe)
- 1962: Es Dach überem Chopf
- 1962: Liebling, ich muß dich erschießen
- 1962: Freddy und das Lied der Südsee
- 1962: Wilde Wasser
- 1962: Der 42. Himmel
- 1962: …und ewig knallen die Räuber
- 1962: Kohlhiesels Töchter
- 1963: Der Unsichtbare
- 1963: Stadtpark
- 1967: Landarzt Dr. Brock
- 1970: Immer die verflixten Weiber
- 1970: Keine Angst Liebling, ich pass schon auf!

## Theater

Heinrich Gretler als Buchhändler in Die kleine Niederdorfoper, Schauspielhaus Zürich, Foto: Comet Photo, Bildarchiv der ETH Zürich, 1956

Szenenbild aus Die kleine Niederdorfoper

- 1928: Jean-Richard Bloch: Der letzte Kaiser – Regie: Karlheinz Martin (Theater am Nollendorfplatz Berlin)
- 1930: Georg Kaiser: Mississipi (Matthew Isham) – Regie: Hans Hinrich (Volksbühne Theater am Bülowplatz Berlin)
- 1930: V. Kirchon, A. Ouspensky: Rost (Wladimir Besseda) – Regie: Günther Stark (Volksbühne Theater am Bülowplatz Berlin)
- 1930: Friedrich Wolf: Die Matrosen von Cattaro – Regie: Günther Stark (Volksbühne Theater am Bülowplatz Berlin)
- 1930: Carl Zuckmayer: Der fröhliche Weinberg – Regie: ? (Volksbühne Theater am Bülowplatz Berlin)
- 1931: William Shakespeare: Die Komödie der Irrungen (Dromio von Ephesus) – Regie: Karl-Heinz Stroux (Volksbühne Theater am Bülowplatz Berlin)
- 1931: Johann Nestroy: Der böse Geist Lumpacivagabundus – Regie: Arthur Maria Rabenalt (Volksbühne Theater am Bülowplatz Berlin)
- 1933: Kurt Kluge: Ewiges Volk (Wirt) – Regie: Karlheinz Martin (Deutsches Theater Berlin)
- 1934: William Shakespeare: König Heinrich IV. – Regie: Gustav Hartung (Schauspielhaus Zürich)
- 1935: Emmet Lavery: Die erste Legion – Regie: Leonard Steckel (Schauspielhaus Zürich)
- 1936: Serck Roggers: Die Thompson Brothers – Regie: Leonard Steckel (Schauspielhaus Zürich)
- 1939: Gotthold Ephraim Lessing: Nathan der Weise – Regie: Leonard Steckel (Schauspielhaus Zürich)
- 1940: William Shakespeare: Die lustigen Weiber von Windsor – Regie: Leonard Steckel (Schauspielhaus Zürich)
- 1940: Irwin Shaw: Feine Leute – Regie: Leonard Steckel (Schauspielhaus Zürich)
- 1941: Gerhart Hauptmann: Fuhrmann Henschel (Fuhrmann Henschel) – Regie: Leonard Steckel (Schauspielhaus Zürich)
- 1942: Moss Hart: Hier schlief George Washington (Falstaff) – Regie: Leonard Steckel (Schauspielhaus Zürich)
- 1942: Marcel Pagnol: Marius (César) – Regie: Leonard Steckel (Schauspielhaus Zürich)
- 1942: Gerhart Hauptmann: Die Weber – Regie: Leonard Steckel (Küchlin-Theater Basel)
- 1943: Bertolt Brecht: Der gute Mensch von Sezuan (Wang) – Regie: Leonard Steckel (Schauspielhaus Zürich)
- 1943: John Steinbeck: Der Mond ging unter (Bürgermeister Orden) – Regie: Leonard Steckel (Schauspielhaus Zürich)
- 1944: William Shakespeare: Maß für Maß (Pompejus) – Regie: Leonard Steckel (Schauspielhaus Zürich)
- 1944: Kaj Munk: Niels Ebbesen (Niels Ebbesen) – Regie: Leonard Steckel (Schauspielhaus Zürich)
- 1946: Carl Zuckmayer: Der Hauptmann von Köpenick (Wilhelm Voigt) – Regie: Leonard Steckel (Schauspiel am Stadttheater Basel)
- 1951: Walter Lesch, Werner Wollenberger und Max Rüeger: Uraufführung Die kleine Niederdorfoper – Regie: Walter Lesch (Schauspielhaus Zürich)

## Auszeichnungen

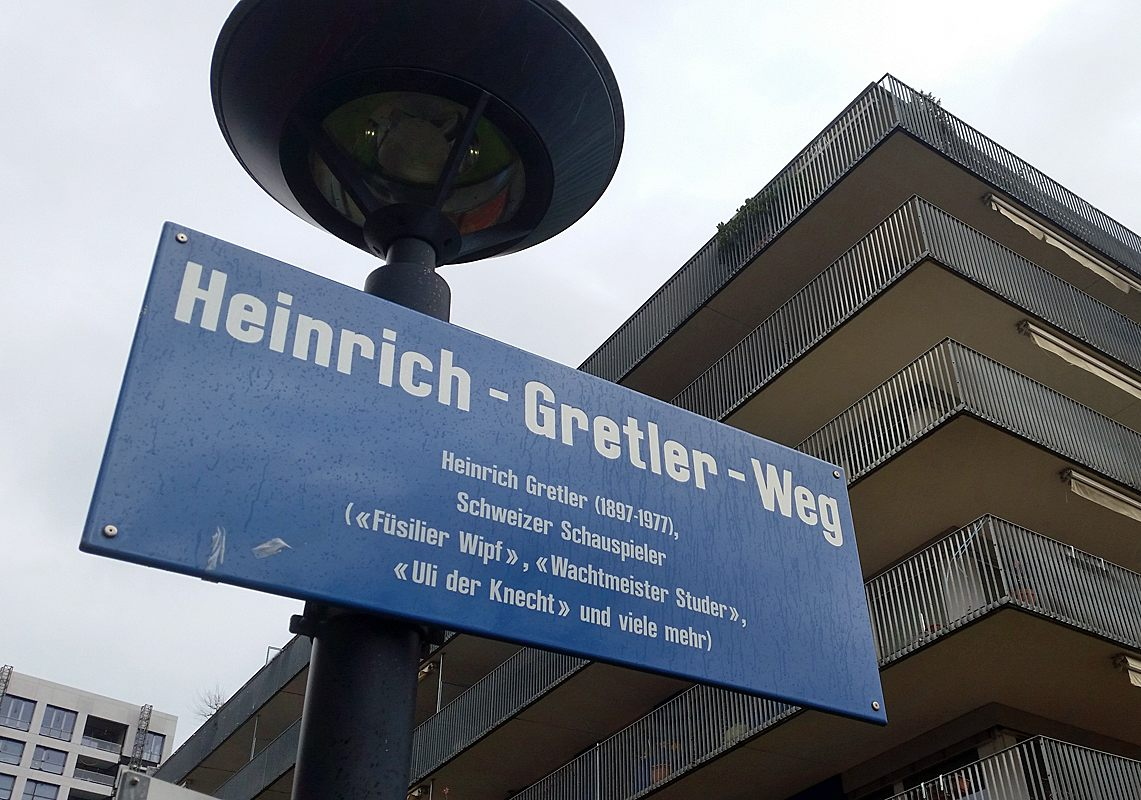
Der Heinrich-Gretler-Weg in Zürich-Oerlikon

- 1962: Hans Reinhart-Ring